# Vuelta Bantrab
La Vuelta Bantrab è una corsa a tappe maschile di ciclismo su strada che si svolge in Guatemala, ogni anno tra i mesi di marzo e aprile. Dal 2023 è inserita nell'UCI America Tour classe 2.2.

## Albo d'oro
Aggiornato all'edizione 2023.
| Anno | Vincitore        | Secondo            | Terzo              |
| ---- | ---------------- | ------------------ | ------------------ |
| 2022 | Heiner Parra     | Aldemar Reyes      | Jorge Montenegro   |
| 2023 | Óscar Sevilla    | Miguel Ángel López | Marco Tulio Suesca |
| 2024 | Jonathan Caicedo | Daniel Méndez      | Javier Jamaica     |